# On Location
On Location foi uma sitcom norte-amerciana do canal HBO transmitida originalmente em 1976., estrelando vários comediantes como George Carlin, David Brenner, Redd Foxx, Rich Little, Robin Williams, Phyllis Diller, Buddy Hackett, Billy Crystal, Pat Cooper e outros selecionados.